# NGC 1896
NGC 1896 је група звезда у сазвежђу Кочијаш која се налази на NGC листи објеката дубоког неба.
Деклинација објекта је + 29° 19' 42" а ректасцензија 5h 25m 41,9s. Привидна величина (магнитуда) објекта NGC 1896 износи 12,2.